# Centrale Sanitaire Suisse
Die Centrale Sanitaire Suisse (CSS) ist eine Schweizer Ärzteorganisation mit Sitz in Zürich.
Sie wurde 1937 während des Spanischen Bürgerkriegs gegründet und ist seit 2002 Teil von Medico international. Ihre Ärztemissionen während des Zweiten Weltkriegs zu den jugoslawischen Partisanen von Tito wurden 2006 verfilmt. Nach dem Krieg half die CSS in Süddeutschland.
Später engagierte sich die CSS in der Vietnamhilfe und für die Befreiungsbewegungen in Entwicklungsländern.